# 9176 Struchkova
A 9176 Struchkova (ideiglenes jelöléssel 1990 VC15) a Naprendszer kisbolygóövében található aszteroida. Ljudmila Ivanovna Csernih fedezte fel 1990. november 15-én.